# Яланец (село, Бершадский район)
Яла́нец (укр. Яланець) — село на Украине, находится в Бершадском районе Винницкой области.
В селе расположен остановочный пункт Село Яланец узкоколейной железной дороги Рудница — Голованевск.
Код КОАТУУ — 0520488603. Население по переписи 2001 года составляет 2338 человек. Почтовый индекс — 24460. Телефонный код — 4352. Занимает площадь 4 км².

## Адрес местного совета
24460, Винницкая область, Бершадский р-н, с. Яланец, ул. Центральная, 39